# Gunnar Gabrielsson
Gunnar E Gabrielsson, född 17 juni 1891 i Sölvesborg, död 29 mars 1981 i Karlskrona, var en svensk sportskytt. 
Gunnar Gabrielsson var armeofficer med majors grad och tävlade i sportskytte. Hans 
främsta merit vann han vid OS 1920, en silvermedalj i lag med fripistol. Vid Svenska Spelen 1916 vann han miniatyrgevär 25 m. 
Han vann också Nordiske Idrætslege i Köpenhamn 1921 i såväl med pistol som med dansktarmé gevär.
Han var medlem i Karlskrona Grenadjärregementes skytteförening, och blev förbundsmästare i Blekinge skytteförbund i skolskjutning 1925, 1926, 1927, 1931 och 1935. Han fick utmärkelsen Riksmedaljen i guld 1930.